# Wereldkampioenschappen baanwielrennen 1957
De wereldkampioenschappen baanwielrennen 1957 werden gehouden van 10 tot en met 15 augustus 1957 in het Stade Vélodrome de Rocourt in het Belgische Rocourt. Er stonden vijf onderdelen op het programma, drie voor beroepsrenners en twee voor amateurs.

## Uitslagen

### Beroepsrenners
| Onderdeel     | Goud          | Goud      | Zilver         | Zilver      | Brons          | Brons     |
| ------------- | ------------- | --------- | -------------- | ----------- | -------------- | --------- |
| Sprint        | Jan Derksen   | Nederland | Arie van Vliet | Nederland   | Roger Gaignard | Frankrijk |
| Achtervolging | Roger Rivière | Frankrijk | Albert Bouvet  | Frankrijk   | Guido Messina  | Italië    |
| Stayeren      | Paul Depaepe  | België    | Walter Bucher  | Zwitserland | Graham French  | Australië |

### Amateurs
| Onderdeel     | Goud            | Goud      | Zilver            | Zilver | Brons                | Brons     |
| ------------- | --------------- | --------- | ----------------- | ------ | -------------------- | --------- |
| Sprint        | Michel Rousseau | Frankrijk | Guglielmo Pesenti | Italië | Valentino Gasparella | Italië    |
| Achtervolging | Carlo Simonigh  | Italië    | Franco Gandini    | Italië | Ab Geldermans        | Nederland |

### Medaillespiegel
| Plaats | Land        | Goud | Zilver | Brons | Totaal |
| 1      | Frankrijk   | 2    | 1      | 1     | 4      |
| 2      | Italië      | 1    | 2      | 2     | 5      |
| 3      | Nederland   | 1    | 1      | 1     | 3      |
| 4      | België      | 1    | 0      | 0     | 1      |
| 5      | Zwitserland | 0    | 1      | 0     | 1      |
| 6      | Australië   | 0    | 0      | 1     | 1      |
| Totaal | Totaal      | 5    | 5      | 5     | 15     |